# Batalla de Praga
La Ofensiva de Praga, conocida en la historiografía soviética como operación ofensiva estratégica de Praga (en ruso: Пражская стратегическая наступательная операция) fue la última gran operación militar de la Segunda Guerra Mundial en Europa. La ofensiva se libró en el frente oriental del 6 de mayo al 11 de mayo de 1945. Al mismo tiempo que el levantamiento de Praga, la ofensiva ayudó significativamente a la liberación de Checoslovaquia en 1945. La ofensiva fue uno de los últimos enfrentamientos de la Segunda Guerra Mundial en Europa y continuó después de la capitulación incondicional de la Alemania nazi el 8 de mayo.
La ciudad de Praga fue finalmente liberada por la URSS durante la ofensiva de Praga. Todas las tropas alemanas del Grupo de Ejércitos Centro (Heeresgruppe Mitte) y muchas del Grupo de Ejércitos Ostmark (antes conocido como Grupo de Ejércitos Sur) resultaron muertas o capturadas, o cayeron en manos de los Aliados después de la capitulación.

## Antecedentes
Tras la victoria soviética en la batalla de Berlín y el posterior suicidio de Adolf Hitler en dicha ciudad, las tropas de la Wehrmacht alemana subsistieron dispersas formando bolsas de resistencia a lo largo de Europa Central, y en tal situación continuaron oponiendo resistencia en la medida en que aún formaban grupos combatientes organizados, intentando en último extremo retroceder para rendirse a las fuerzas estadounidenses en vez de entregarse al Ejército Rojo. 
Uno de estos casos ocurrió en la región checa de Bohemia, que tras la muerte de Hitler aún contenía numerosas divisiones de la Wehrmacht alemana que rehusaban capitular ante los soviéticos que avanzaban desde Eslovaquia, tras ocupar Bratislava y el norte de Austria a inicios de abril de 1945. 
Por el oeste, las tropas estadounidenses habían terminado de ocupar las regiones alemanas de Baviera y Sajonia, penetrando en la región de los Sudetes desde fines del mismo mes de abril. Esto significaba que, a la muerte de Hitler, la Checoslovaquia ocupada por los nazis se hallaba rodeada de territorios bajo control de los soviéticos y los estadounidenses, y aislada de toda otra zona bajo control alemán.
El general soviético Iván Kónev lanzó el ataque contra las tropas alemanas de Bohemia liderando el Primer Frente Ucraniano, ayudado por el Segundo y Cuarto Frente Ucraniano a cargo de los generales Rodión Malinovski y Andréi Yeriómenko, respectivamente. Algunos cuerpos de tropa polacos, rumanos y checoslovacos también participaron, totalizando unos 2 millones de soldados atacantes al empezar mayo de 1945.
Los alemanes cercados en Bohemia sumaban unos 900 000 soldados, restos del Grupo de Ejércitos Centro, comandados por el general Ferdinand Schörner, así como un contingente de tropas austríacas unidas a la Wehrmacht y lideradas por Lothar Rendulic.
A pesar de que el Tercer Reich se había rendido el 8 de mayo, este ejército alemán no obedeció la orden de cesar la lucha y se convirtió en un foco de resistencia, fijando su centro en Praga, negándose a capitular ante los soviéticos y proyectando abrirse paso hacia el oeste para rendirse a los estadounidenses. 
No obstante, los gobiernos de Estados Unidos y la URSS ya habían acordado meses antes que ninguno de ambos aliados aceptaría como prisioneros a los soldados cuyas unidades habían luchado contra el otro aliado. En vista que el Grupo de Ejércitos Centro de la Wehrmacht había combatido a lo largo del último año contra el Ejército Rojo, todos los soldados alemanes de esta unidad militar que se rindieran serían entregados como prisioneros a la URSS.

## Sublevación partisana en Praga
En aquel momento los partisanos de la resistencia checa decidieron iniciar una sublevación a gran escala en Praga el 5 de mayo, tras conocerse el resultado de la batalla de Berlín y la muerte de Hitler, lo cual impediría a las tropas germanas pedir refuerzos. En paralelo, el último jefe del Protectorado de Bohemia y Moravia, el líder nazi Karl Hermann Frank, había prometido que mantendría el dominio alemán sobre el territorio checo mientras tuviese fuerzas para ello, amenazando con "ahogar en un mar de sangre" todo intento de revuelta y dictando unas 1.357 ejecuciones.
Al cesar la lucha en Berlín, la STAVKA soviética permitió que el ejército de Kónev marchase al sur a someter a los alemanes y relevar a los partisanos checos. Tal como preveía la resistencia checa, los días 5 y 6 de mayo había estallado la lucha de checos contra alemanes en las calles de Praga, aunque los soldados alemanes ofrecían más resistencia de la esperada ante el temor de ser apresados por los soviéticos.
El Ejército de Liberación Ruso (ROA) comandado por el general Andréi Vlásov estaba formado por soviéticos antiestalinistas al servicio del Tercer Reich (reclutados principalmente entre prisioneros de guerra del Ejército Rojo) y el OKH alemán lo había estacionado en Praga desde octubre de 1944. Al enterarse de que los alemanes no pensaban retirarse hacia el oeste sino luchar, los jefes del ROA decidieron entregar su apoyo a los partisanos checos, esperando vanamente que esta alianza de última hora les permitiría a los hombres de Vlásov rendirse a los estadounidenses. 
Como era de esperar, la resistencia alemana fue sangrienta y la lucha contra los partisanos checos duró varios días; particularmente las fuerzas de las Waffen SS lucharon ferozmente para evitar ser capturadas, mientras los partisanos checos (en grave inferioridad de armamento) radiaban urgentes peticiones de auxilio a los soviéticos y estadounidenses. Tropas de la Waffen SS acudieron desde las afueras de Praga el 7 de mayo, utilizando los aviones y tanques de que aún disponían, para luchar contra los insurrectos.
En realidad, hasta el anochecer del 8 de mayo la única ayuda recibida por los checos provino de los combatientes del ROA que deseaban ganar méritos ante checos y estadounidenses y evitar ser entregados a la URSS, mientras que al notar la cercanía del Ejército Rojo la guarnición alemana de Praga cambió de táctica, tratando de evacuar junto con los civiles alemanes de la ciudad antes que llegasen los soviéticos. 
Tropas estadounidenses habían tomado para entonces todo el oeste de Bohemia (incluyendo ciudades como Pilsen y Karlovy Vary llegando a pocos kilómetros de Praga, pero el general Dwight D. Eisenhower había prohibido al general George S. Patton, jefe del Tercer Ejército de los Estados Unidos lanzar sus tropas hacia la capital checa para así dar tiempo a que arribasen allí los soviéticos y evitar así complicaciones políticas entre ambos aliados. 

## Liberación de la ciudad
Inmediatamente después de la captura de Berlín, Stalin ordenó al mariscal Iván Kónev, que dirigiera sus dos ejércitos de tanques, que en esos momentos se encontraban combatiendo en el sur de Berlín, hacia el sur en dirección a la ciudad de Praga, que se había alzado en armas contra los ocupantes nazis. A las 3 a. m. del 9 de mayo, las puntas de lanza del 4.º Ejército de Tanques (Dimitri Leliushenko) penetraron en Praga por el noroeste; unas horas más tarde se le unían las vanguardias del 3.º Ejército de Tanques (Pável Ribalko). A las 10 a. m. las tropas del 1.º Frente Ucraniano de Kónev comenzaron sistemáticamente a limpiar la ciudad de las últimas tropas alemanas.
El 10 de mayo, unidades del 2.º Frente Ucraniano (al mando del mariscal Rodión Malinoski) y del 4.º Frente Ucraniano (al mando del mariscal Andréi Yeriómenko), penetraron en la ciudad desde el este y el sur, cercando en una gran bolsa a la mayor parte del 1.ᵉʳ Ejército Panzer alemán (Walter Nehring). Posteriormente tropas soviéticas avanzaron hacia el oeste en persecución de las tropas alemanas que habían escapado del cerco.
El propio general alemán Walter Nehring abandonó su estado mayor y a sus tropas y huyó al sur para rendirse a las fuerzas estadounidenses.
El 11 de mayo, el combate acabó cuando las fuerzas soviéticas penetraron por toda la ciudad y precipitaron la rendición de las tropas alemanas, que no habían podido escapar del cerco. Solo unos pocos miles de los 900.000 soldados del Grupo de Ejércitos Centro alemán alcanzaron las líneas del Tercer Ejército de Estados Unidos del general George S. Patton la abrumadora mayoría de ellos tuvieron que rendirse a los soviéticos.
Ese mismo día, elementos de vanguardia del 4.º Ejército de Tanques (Dimitri Leliushenko) establecieron contacto con el Tercer Ejército estadounidense al este de Pilsen, lo que supuso el fin efectivo de los combates en Europa.
Los partisanos checos instalaron un comité gubernamental y los soldados de Vlásov fueron posteriormente tomados prisioneros por el Ejército Rojo, para ser luego enviados a campos de prisioneros del Gulag o ejecutados, a pesar de haber contribuido a la toma de la ciudad junto con los partisanos locales. El mando militar estadounidense se negó a aceptar como prisioneros a los soldados del ROA (pese a algunas gestiones directas del general Vlásov para ese fin), por los mismos motivos alegados respecto de los prisioneros alemanes.

## Motivos para la última resistencia alemana

Avances del Ejército Rojo desde Transilvania hasta Praga (1944-1945).

A pesar de haberse producido la rendición de Alemania y que la mayor parte del antiguo "Reich" estaba ocupado por los aliados, las fuerzas alemanas del Protectorado de Bohemia y Moravia pensaban resistir en Praga hasta la llegada de los norteamericanos, esperando capitular solo ante ellos ante el temor de ser hechos prisioneros por los soldados soviéticos. El general Ferdinand Schörner, a cargo de las tropas germanas estacionadas en Bohemia, había escuchado que la vanguardia estadounidense había cruzado la frontera de Checoslovaquia a fines de abril, y que sería cuestión de días que entraran en Praga, por lo que los jefes alemanes decidieron resistir a los soviéticos, dando la oportunidad a las tropas del general George S. Patton de liberar Praga primero. Lo que Schörner y sus colegas no sabían era que el comandante supremo aliado en Europa Dwight D. Eisenhower había dado la orden a sus tropas de no avanzar más allá del Elba, y así dejar la mayor parte de Checoslovaquia al Ejército Rojo.
Cuando los alemanes se dieron cuenta de que los norteamericanos no pensaban liberar Praga sino esperar a que el Ejército Rojo lo hiciera, intentaron resistir desesperadamente a los soviéticos y aplastar la sublevación de los checos, incluso sabiendo que estaban cercados y no podrían esperar auxilio alguno porque desde el 8 de mayo no existía otra fuerza combatiente de la Wehrmacht en toda Europa. Cuando los alemanes se rindieron, fueron capturados casi 800 000 hombres del Grupo de Ejército Centro, aunque algunos grupos y unidades habían huido hacia el Oeste para rendirse allí a las fuerzas norteamericanas.
Los últimos soldados alemanes de la zona se rendirían a los soviéticos en Čimelice la noche del 12 de mayo.